# Vereniging STOP awacs

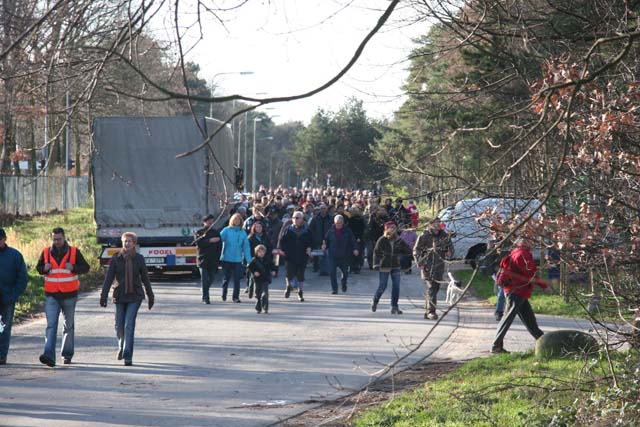
Demonstratie georganiseerd door de Vereniging STOP awacs op 14 januari 2007; één jaar na de bomenkap.

Vereniging STOP awacs is een actiegroep uit Zuidoost-Limburg die zich tot doel stelt om de overlast die veroorzaakt wordt door de overvliegende AWACS-vliegtuigen vanaf de nabijgelegen Duitse NAVO-basis Geilenkirchen te bestrijden.

## Geschiedenis
De vereniging heeft meer dan 400 leden met een tienkoppig bestuur dat geassisteerd wordt door een aantal deskundigen. De vereniging heeft de fakkel overgenomen van vele actievoerende inwoners uit Onderbanken en omstreken. Deze streden al sinds de reactivering (1978) van het militaire vliegveld in Geilenkirchen tegen de overlast die veroorzaakt wordt door de overvliegende AWACS-toestellen. De geluidsoverlast en uitstoot van uitlaatgassen deed de inwoners in actie komen tegen de AWACS, de NAVO en de Nederlandse- en Duitse overheden.

## Doelstelling
Hoewel de NAVO al jaren belooft verbeteringen aan te brengen aan de zwaar verouderde toestellen gebeurt er in de praktijk niets om de overlast terug te dringen. De actiegroep komt op voor de belangen van de burgers in het gebied die diametraal tegenover de militaire belangen staan. Het doel van de vereniging is het op geweldloze en vreedzame wijze streven naar een definitieve sluiting van de AWACS-basis in Geilenkirchen. De Vereniging STOP awacs is niet antimilitaristisch, het gaan hen puur om de overlast van de vliegtuigen op zich.

## Stand van zaken

### Het EHRM

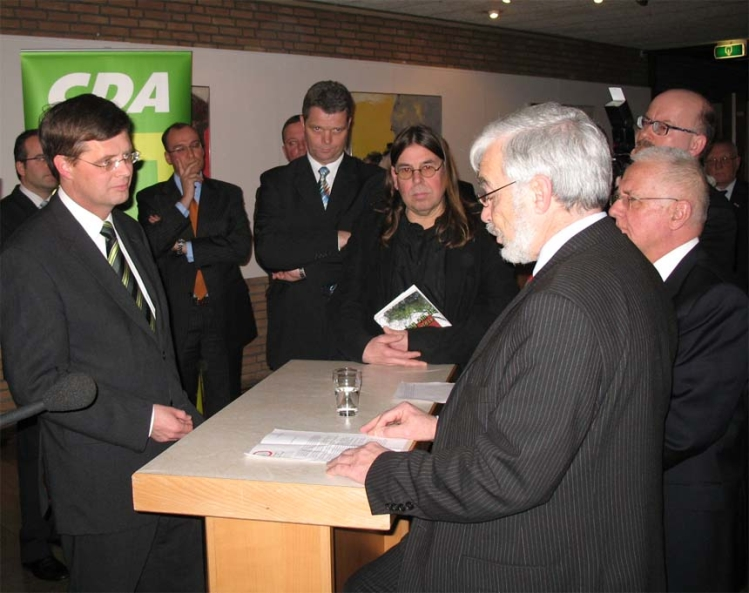
Tijdens een bezoek aan Brunssum op 28 februari 2007 wordt minister-president Balkenende door afgevaardigden van de Vereniging STOP awacs bijgepraat over de AWACS-problematiek.

In januari 2008 hebben leden van de Vereniging STOP awacs een klacht ingediend tegen de Nederlandse staat bij het Europese Hof voor de Rechten van de Mens. Zij dienden een klacht in op grond van schendingen van de volgende artikelen in het Europees Verdrag voor de Rechten van de Mens:
- art. 2: recht op leven
- art. 3: verbod op martelen
- art. 6: recht op een eerlijk proces
- art. 8: recht op privacy
- art. 13: recht op daadwerkelijk rechtsmiddel

De stap naar het Europese Hof is mogelijk na de uitspraak van de Raad van State op 18 juli. Die oordeelde dat een vrijstelling van de minister van VROM voor de kap van 6 hectare bos in Schinveld in 2006, ten onrechte was gegeven.
Wat betreft de NAVO-verplichtingen van Nederland kan in ieder geval worden betoogd dat Nederland uiteindelijk gebonden is aan het EVRM en dat de bepalingen in dit verdrag mede vanwege hun fundamentele aard voorgaan.

### RIVM-onderzoeken
Belevingsonderzoek
Uit een onderzoek van het Rijksinstituut voor Volksgezondheid en Milieu, opgesteld in opdracht van het ministerie van VROM, blijkt dat meer dan 41.000 mensen in oostelijk Zuid-Limburg ernstige hinder ondervinden van de AWACS-vliegtuigen.
Aan het onderzoek deden ruim 2500 mensen mee. In de schriftelijke enquête gaven vooral inwoners van Onderbanken, Schinnen en Brunssum aan veel hinder te hebben van de AWACS-vliegtuigen. In Schinveld klaagt 72 procent. In Brunssum ligt dat percentage boven de 50. De bewoners klagen over geluidsoverlast, geur- en trillingshinder. Ook zeggen veel mensen te worden gestoord in hun slaap.
Tot nog toe werd in te nemen maatregelen voor de bevolking uitgegaan van 'geluidscontourkaarten'. Volgens die kaarten zouden maar 510 mensen in de buurt van Schinveld ernstige hinder ondervinden van het vliegverkeer.
Het onderzoek werd begeleid door een wetenschappelijke adviescommissie, bestaande uit Wim Passchier, hoogleraar Gezondheidsrisico-analyse, en Ree Meertens, universitair hoofddocente Gezondheidsvoorlichting. De onderzoeksresultaten zijn daarmee wetenschappelijk onderbouwd.
Gezondheidsonderzoek
Uit een onderzoek van het Rijksinstituut voor Volksgezondheid en Milieu blijkt dat de geluidsoverlast rond vliegbasis Geilenkirchen leidt tot gezondheidsklachten. De problemen zijn gesignaleerd in de geluidszone van 50 decibel zoals in het dorpje Oirsbeek en delen van Onderbanken en Brunssum.
Het RIVM verwacht op basis van de gemeten geluidshinder en het aantal inwoners van de regio dat bij een of twee kinderen de leerprestaties afnemen door de geluidshinder. Honderd mensen zouden door het geluid en de trillingen last hebben van een verhoogde bloeddruk. En hoewel er volgens de RIVM nog discussie bestaat over het effect van vliegtuiggeluid op hart- en vaatziekten, zou het een keer per 42 jaar tot een hartinfarct kunnen leiden.
Het gezondheidsonderzoek is onderdeel van een serie rapporten over de effecten van de kap van bomen rond het vliegveld, twee jaar geleden.

### Geluidmetingen
Geluidmeetnet
Op 3 december 2007 is een geluidmeetnet, bestaande uit dertien meetpunten, geopend dat gedurende een periode van drie jaar de geluidsoverlast van overvliegende AWACS-toestellen in Onderbanken en Brunssum zal registreren. De meetpunten registreren het totale omgevingsgeluid. Met behulp van een speciale techniek wordt hieruit later het vliegtuiggeluid ‘gefilterd’. In Onderbanken liggen tien meetpunten verspreid binnen de kernen Schinveld en Merkelbeek. Brunssum heeft drie meetpunten in het noorden en oosten van de gemeente. De GGD Zuid-Limburg zal de permanente geluidsmetingen gebruiken voor de jaarlijkse beoordeling van de geluidsoverlast in relatie tot mogelijke gezondheidsklachten. De kosten van het meetnet worden betaald door de gemeenten Onderbanken en Brunssum, de provincie Limburg en het ministerie van VROM.
In de eerste helft van 2008 werd er gemiddeld over alle meetpunten een geluidsbelasting van 90 decibel gemeten. In tien procent van het totaal aantal metingen werd er meer dan 100 decibel gemeten, met pieken van 107 decibel.
Testvluchten AWACS-toestellen voor meten geluidsoverlast
Op 4 november 2008 voerden de AWACS-toestellen van basis Geilenkirchen in twee uur tijd twintig speciale vluchten uit boven zowel Nederland als Duitsland, daarbij werden verschillende vluchtroutes getest. Een testpanel van twintig bewoners beoordeelde tijdens deze periode de verschillen in overlast. Ook werd, naast de gewone geluidsmetingen, voor het eerst de toonhoogte van de vlieggeluiden gemeten. Het doel van dit onderzoek dat werd uitgevoerd in opdracht van VROM, was om erachter te komen welke vluchtroutes minder geluidsoverlast opleverden. VROM verwacht in ieder geval de overlast met tot drie decibel te kunnen reduceren.
Volgens het testpanel leiden de nieuwe vliegprocedures van de AWACS-toestellen niet tot minder geluidsoverlast. Bij één geluidsmeetpunt in Schinveld leveren de startende vliegtuigen tot 8 decibel minder geluid op. Dit komt doordat de toestellen minder zwaar beladen zijn, waardoor ze steiler kunnen klimmen.

### AWACS-business case
Op 15 mei 2009 werden onderdelen bekend van een onderzoek in het kader van de aanwezigheid van de AWACS-basis in Teveren. Dit onderzoek, een zogenaamde business case, werd uitgevoerd door een Amerikaans onderzoeksbureau in opdracht van de Board of Directors van het AWACS-programma. Het College van B&W van Onderbanken is gehoord als belanghebbende, maar heeft geen invloed gehad in de onderzoeksopdracht en het onderzoeksresultaat.
De Amerikaanse onderzoekers doen aanbevelingen om de geluidshinder in met name Brunssum en Onderbanken aan te pakken. Op heel korte termijn kan dat door bijvoorbeeld geen doorstarts op drie van de vier motoren meer uit te voeren en door bij reguliere doorstarts eerder af te buigen. Verder kwamen de onderzoekers met het advies om elf woningen aan de Heerenweg, Emmastraat en Julianastraat in Schinveld en vijf woningen op Duits grondgebied op te kopen en af te breken en nog eens vijftien woningen van extra geluidsisolatie te voorzien. Het gaat daarbij om woningen die binnen het gebied staan waar de geluidsniveaus het hoogst zijn.
In het onderzoeksrapport staan ook aanbevelingen voor de lange termijn. De start- en landingsbaan moet 900 meter in oostelijke richting verlengd worden, waardoor startende toestellen al ruim vóór de bebouwing van Onderbanken en Brunssum naar het noorden of zuiden af kunnen buigen en landende toestellen op grotere hoogte boven de twee gemeenten kunnen vliegen. Hierdoor zou ook een verdere bomenkap in de Schinveldse Bossen overbodig worden.

### Internationale besprekingen
Op Europees niveau

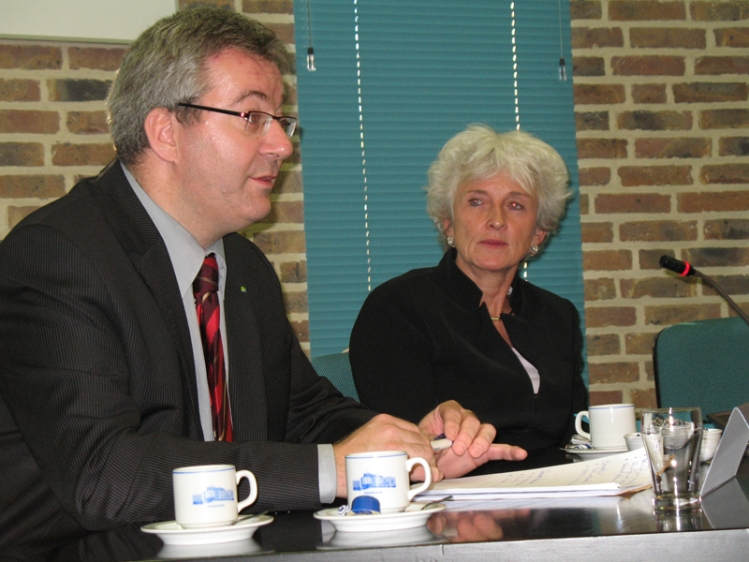
Op 22 oktober 2007 kwam VROM-minister Jacqueline Cramer voor een werkbezoek naar Onderbanken om te praten over de AWACS-problematiek. Zij sprak daar onder andere met een wethouder van Onderbanken die zich actief bezighoudt met de AWACS-problematiek.

In maart 2008 heeft Minister Cramer tijdens de Europese Milieuraad in Brussel het geluidsprobleem van de AWACS-vliegtuigen aangekaart. Zij pleitte enerzijds voor het vervangen van de motoren door stillere en anderzijds voor Europese maatregelen om dit lawaaiprobleem te kunnen tegengaan. De normen voor geluidsoverlast voor vergelijkbare burgervliegtuigen zouden ook voor AWACS-vliegtuigen kunnen gelden.
Nederland kreeg bijval van verscheidene andere EU-lidstaten waaronder Duitsland. Commissaris Dimas uitte ook zijn bevreemding dat er verschillende geluidsvoorschriften gelden voor burgervliegtuigen en militaire vliegtuigen.
Op NAVO-niveau
Op 5 juni 2008 heeft minister Cramer van Ruimte en Milieu in Brussel een gesprek gehad met secretaris-generaal Jaap de Hoop Scheffer van de NAVO. Het gesprek ging over de geluidsoverlast van de AWACS-vliegtuigen in Zuid-Limburg en de vermindering daarvan. Volgens minister Cramer speelt de NAVO een cruciale rol bij de discussies hierover in de Tweede Kamer en daarbuiten. Zij vond het daarom een goed idee om de geluidsproblematiek op het hoogste niveau van de NAVO te bespreken.
Tijdens de wekelijkse vergadering van de NAVO-ambassadeurs diezelfde dag, is op initiatief van de Nederlandse NAVO ambassadeur Herman Schaper overeengekomen dat aan de Directie van NAVO-basis Geilenkirchen (NAPMA Board of Directors) gevraagd zal worden een veelomvattende studie te doen naar alle aspecten van de problematiek, ook de milieuaspecten. Deze studie moet binnen acht maanden afgerond zijn. Daarnaast zal met urgentie bekeken worden of de vluchtsimulators eerder operationeel kunnen zijn waardoor het aantal trainingsvluchten beperkt zou kunnen worden en de geluidsoverlast dus verminderd kan worden.

### Moties in de Tweede Kamer
Beperking aantal vliegbewegingen
Op 10 maart 2009 heeft de Tweede kamer met ruime meerderheid een motie aangenomen over beperking van de AWACS-vluchten vanaf de basis Geilenkirchen. Uiterlijk in 2012 moet het aantal vliegbewegingen zijn teruggebracht van ruim 2800 naar 2300. Dat betekent een vermindering van de geluidsoverlast in de hele regio met 35 procent. Tegen de motie, die was ingediend door VVD en PvdA, stemden alleen het CDA en de ChristenUnie. Vorig jaar nam de Tweede Kamer ook al een soortgelijke motie aan. Maar nu is 2012 als deadline toegevoegd. De regering moet nu met een reactie komen.
Motie de Wit
Op 11 december 2007 werd er door de Tweede Kamer een motie van SP-Tweede Kamerlid Jan de Wit aangenomen waarin staat dat Nederland zijn luchtruim moet sluiten voor de AWACS-vliegtuigen als de NAVO blijft weigeren de oude motoren van deze toestellen te vervangen. De vliegtuigen mogen dan alleen nog tijdens crisissituaties over Nederland vliegen.
Het kabinet was tegen de motie. Minister Van Middelkoop van Defensie legde de motie naast zich neer omdat die praktisch onuitvoerbaar zou zijn. De NAVO-lidstaten zullen volgens hem door het sluiten van het luchtruim juist minder bereid zijn om mee te werken aan de vervanging van de motoren. Hij wil blijven proberen langs politieke weg het draagvlak binnen de NAVO voor stillere motoren te vergroten. Tijdens een bijeenkomst van NAVO-ministers begin dit jaar in Vilnius werd echter duidelijk dat de AWACS-vliegtuigen tot 2035 met de huidige motoren zullen blijven vliegen.
Op 20 mei 2008 is er in de Tweede kamer besloten om de motie voorlopig niet uit te voeren.

## Omstreden bomenkap

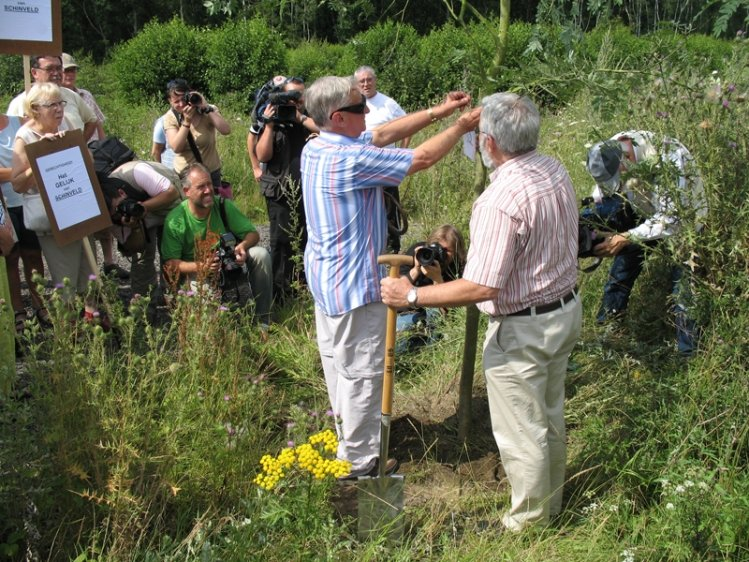
Symbolische herplant van een boom bij het gekapte bos vlak na de uitspraak van 18 juli 2007. Een dag later waren twee van de drie geplante boompjes alweer omvergeduwd.

Het ministerie van Defensie probeerde al sinds de jaren 80 een bos van 20 hectare aan de Duitse grens bij het Zuid-Limburgse Schinveld te laten kappen. Volgens Defensie zou dat bos een gevaar opleveren voor de AWACS-vliegtuigen. Het bosgebied direct achter de start- en landingsbaan zou in al die jaren steeds meer in de baan gegroeid zijn die het vliegverkeer van de basis gebruikt. Volgens Defensie zorgde dit voor gevaar voor het vliegverkeer en moest 6 hectare tot op 1 meter hoog gekapt worden, en van 14 hectare bos moest 30% van de bomen (alle hoge bomen) op zijn minst getopt worden. Het bosgebied maakt onderdeel uit van de Schinveldse Bossen, een natuurgebied dat gekenmerkt wordt door een, naar Nederlandse begrippen, ongekend hoge soortenrijkdom, en het veel voorkomen van met uitsterven bedreigde flora en fauna.
In 2004 werd op rijksniveau besloten een zogenaamde NIMBY-procedure te starten om de kap mogelijk te maken. In het kader van deze NIMBY-procedure heeft de toenmalige minister van VROM, Sybilla Dekker (VVD), in januari 2005 een verzoek gedaan aan de gemeente Onderbanken om aan de staatssecretaris Cees van der Knaap van het Ministerie van Defensie vrijstelling te verlenen van de bestaande bestemmingen voor het bosgebied, zodat het mogelijk zou worden om over te gaan tot het afzagen van alle bomen in een aaneengesloten gebied van 6 ha en een beperkt aantal bomen in een aangrenzend gebied van 14 ha.
De gemeente besloot om toestemming te verlenen voor het eenmalig afzagen van acht bomen en al het andere, dus ook het toekomstige beheer van het gebied als hakhoutbos, te verbieden. De minister zag dit besluit van de gemeente als een verkapte weigering van haar verzoek. Volgens de NIMBY-procedure heeft de minister dan de mogelijkheid om zelf de gevraagde vrijstelling te verlenen. Zij heeft dit gedaan op 3 augustus 2005.
Het besluit van 3 augustus 2005 is aangevochten in een kort geding bij de Voorzitter van de Afdeling bestuursrechtspraak van de Raad van State. Deze heeft op 2 december 2005 bepaald, dat de minister inderdaad het besluit van de gemeente over de 8 bomen op mocht vatten als een weigering van medewerking en dat zij verder ook niet lichtvaardig of onzorgvuldig besloten heeft, met als uitzondering de onderbouwing over de bomen in de 14 ha. Die was niet duidelijk genoeg vastgelegd. Daarom werd de uitvoering van die maatregel geschorst, maar voor de kap van 6 ha bos was met deze uitspraak de weg vrij.
Na de uitspraak van de Voorzitter van de Afdeling bestuursrechtspraak oordeelde de juist aangetreden tijdelijke burgemeester Jos Zuidgeest (PvdA) dat verder verzet geen zin meer had. Hij vreesde echter wel voor ‘ernstige ongeregeldheden’ als Defensie in januari 2006 over zou gaan tot het kappen van de 6 ha. Op 2 januari stelde hij daarom een omstreden noodverordening vast, die het verblijf in het bos verbood met ingang van 5 januari 2006. De gemeenteraad weigert op 4 januari deze noodverordening te bekrachtigen, waarop de burgemeester beroep aantekent bij de Limburgse gouverneur, Léon Frissen. Deze bekrachtigt op 5 januari alsnog de noodverordening.
De actievoerders van GroenFront! waren ondertussen al sinds december 2005, onder grote belangstelling van binnen- en buitenlandse media, bezig met het maken van grote boomhutten in het met kappen bedreigde gebied. Zij werden daarbij gesteund door de Vereniging STOP awacs en een noemenswaardig aantal burgers uit de regio.
Op 8 januari 2006, de dag voor de bomenkap, liepen 1500 mensen in een protesttocht naar de Schinveldse Bossen. Ondanks de noodverordening, duidelijke waarschuwingen van de autoriteiten en een poging van de politie om de mensen tegen te houden, negeerde iedereen het verbod het bos in te gaan. In het bos waren op dat moment meer dan honderd activisten bezig zich voor te bereiden op de bestorming van het bos door een politiemacht van 700 leden van de Koninklijke Marechaussee. In de nacht van 8 op 9 januari startte de ontruiming van de Schinveldse Bossen en bij zonsopkomst begon de kap van de 6 ha bos. Op 12 januari was de kap voltooid en werd het ‘verboden gebied’ weer vrijgegeven.

### Ontwikkelingen na de bomenkap
Nimby-procedure ongegrond verklaard

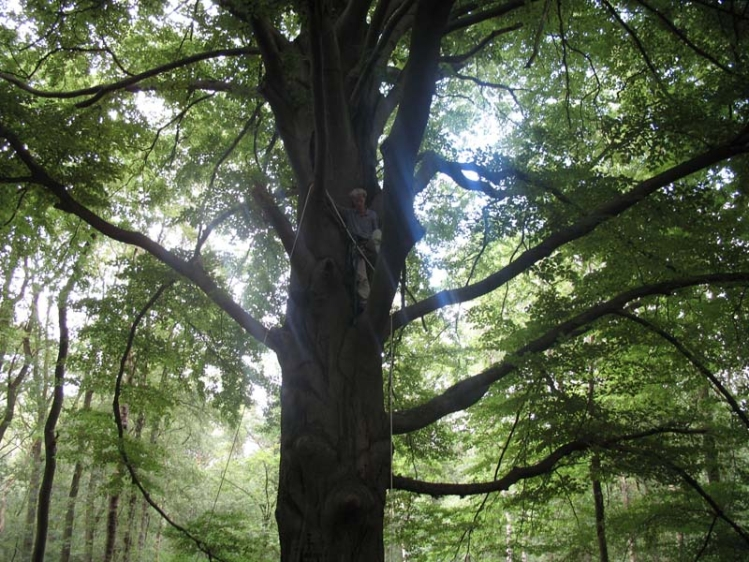
Actievoerders van GroenFront! en de Vereniging STOP awacs organiseerden op 17 juli 2008 (een dag voor de uitspraak van de Raad van State) een symbolische bezetting in de overgebleven 14 hectare bos. Met deze actie wilden zij laten zien dat ze het bos opnieuw zouden bezetten als de Raad van State zou beslissen om dit deel van het bos ook te laten kappen.

Op 18 juli 2007 oordeelde de Raad van State in een bezwaarprocedure die onder meer de gemeente Onderbanken en de Vereniging STOP awacs tegen het Ministerie van VROM hadden aangespannen, dat de 6 ha bos nooit gekapt had mogen worden en dat in 2006 ten onrechte de NIMBY-procedure was toegepast. Volgens de Raad was er geen noodzaak om deze procedure uit te voeren. Bovendien heeft de Minister haar besluit onzorgvuldig voorbereid. De uitspraak houdt ook in dat er geen enkele boom meer mag worden gekapt en er is bovendien geen beroep mogelijk.
Besluit Kroon vernietigd
Op 23 januari 2008 werd ook een besluit van de Kroon vernietigd door de Raad van State. De Kroon had een wijziging in de provinciale milieu-verordening ongedaan gemaakt. In die verordening stond dat in het zogeheten AWACS-bos in Schinveld geen bomen gekapt konden worden met machines. Het gebied was aangemerkt als een stiltegebied. De provincie ging daartegen in beroep.
De staat voerde als argument aan dat de nieuwe bepaling in de verordening in strijd zou zijn met de wet, maar daarvan is volgens de Raad van State geen sprake. Volgens het rijk was de door de provincie bepaalde wijziging van de verordening ook in strijd met het algemeen belang. De wijziging in de provinciale verordening zou de volgens het rijk noodzakelijke boskap bemoeilijken en vertragen. Maar volgens de Raad van State was dat algemeen belang niet zo groot dat het rijk zomaar de milieuverordening terzijde kon schuiven.
Nieuwe bomenkap
Op 3 april 2008 werd tijdens een zitting bij de Raad van State duidelijk dat de ministeries van Defensie en VROM de vrije hand willen hebben bij verdere kap in de Schinveldse Bossen, vlak bij de AWACS-basis.
De ministeries eisten dat de gemeente Onderbanken het nieuwe bestemmingsplan voor het bosgebied wijzigt. Zij willen dat delen van dit gebied waarbinnen de aanvliegroutes van de AWACS-vliegtuigen vallen, buiten de bepalingen van het bestemmingsplan vallen. Dat zou er in de praktijk op neerkomen, dat in een gebied van 20 hectare gekapt kan worden door de ministeries zonder dat daarvoor eerst een ontheffing bij de gemeente aangevraagd hoeft te worden.
Op 22 oktober 2008 besliste de Raad van State echter dat Onderbanken het bestemmingsplan voor het bosgebied niet hoeft te wijzigen. De ministeries zullen nu aannemelijk moeten maken waarom en waar bomen gekapt moeten worden, alvorens een vergunning verleend wordt door de gemeente Onderbanken.

## De NIMBY-procedure

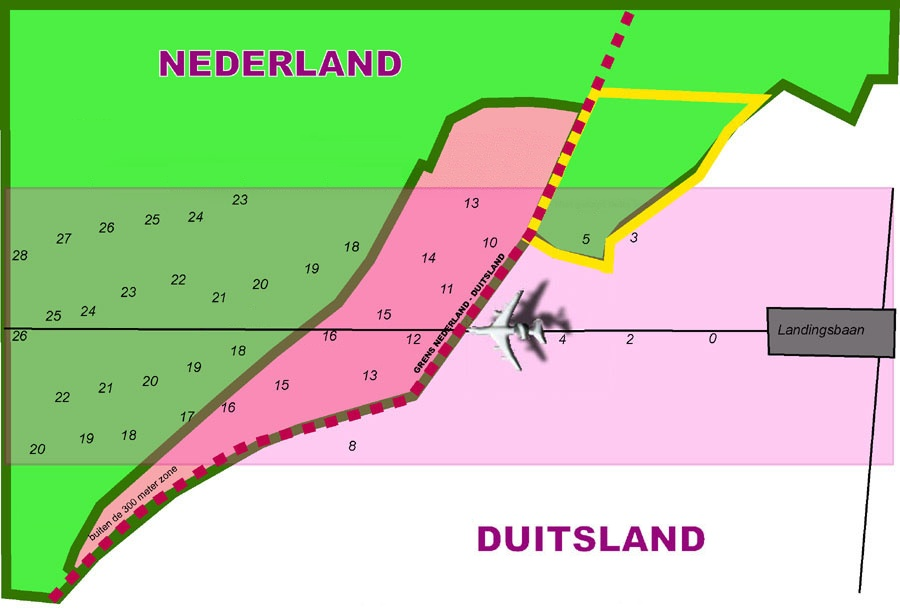
Ligging van het met gebruik van de NIMBY-procedure gekapte bos
----
Bos
300 meter brede obstakelvrije aanvliegzone
Gekapt bos
Idem, buiten de 300 meterzone

Bij de omstreden bomenkap werd de NIMBY-procedure toegepast: Not In My Back Yard. Bij de kap van de bomen heeft men dan ook alleen de bomen op Nederlands grondgebied gekapt. Het bos op Duits gebied, tussen het gekapte bos en de landingsbaan, konden blijven staan. Dit roept vragen op met betrekking tot de noodzaak van de kap op Nederlands gebied.
De NAVO-voorschriften schrijven een obstakelvrije omgeving voor rekenend vanaf de kop van de baan onder een hoek van 1:50. Dus op een afstand van 250 meter mag een object niet hoger zijn dan 250 : 50 = 5 meter. Voor bomen trekken we nog eens 3 meter af en dat wordt dan 2 meter, en dat over een breedte van 300 meter.
Met de rekenregel kom je al tot een toegestane hoogte van 4 meter in het noordoosten en tot 16 meter in het zuidwesten. Wat men echter verzwegen heeft is dat de kop van de baan op 80 m NAP ligt en dat het bos in de betreffende strook 15 meter omlaag loopt, naar 60 m NAP. En dan blijken de bomen 15 meter hoger te mogen zijn dan voorgerekend, dus tot 30 meter hoog.
De stad Gangelt ligt op Duits gebied 3000 meter van de kop van de baan, en Schinveld ligt in Nederland op 2500 m van de kop van de baan. Door de bomenkap zullen nu ook de inwoners van de Gemeente Brunssum merken dat de vliegtuigen lager voor de landing binnenkomen met als gevolg meer geluidsoverlast.

### Nieuw besluit op bezwaren tegen de bomenkap
Minister moet nieuw besluit nemen
Op 29 april 2008 heeft de Afdeling bestuursrechtspraak van de Raad van State het beroep van onder meer de gemeente Onderbanken en de Vereniging STOP awacs gegrond verklaard tegen het uitblijven van een nieuwe beslissing van de minister van VROM. Het gaat hier om het vervolg van de uitspraak van 18 juli 2007 in de zogenoemde NIMBY-procedure over de bomenkap in de Schinveldse Bossen ten behoeve van de NAVO-vliegbasis in Geilenkirchen.
In de uitspraak van juli 2007 oordeelde de Raad van State dat de minister van VROM voor een gebied van 13 van de in totaal 20 hectare niet bevoegd was de zogenoemde NIMBY-procedure te voeren, omdat 'niet aannemelijk is geworden dat de noodzaak bestond binnen dit deelgebied op korte termijn bomen te kappen'. Voor de overige 7 hectare was de Raad van State van oordeel dat het besluit van de minister van VROM onzorgvuldig was voorbereid en niet deugdelijk was gemotiveerd, onder meer op het punt van de geluidsoverlast en de uitstoot van schadelijke stoffen.
De minister moest op grond van de uitspraak een nieuwe beslissing nemen op de bezwaren van de gemeente Onderbanken, de Vereniging STOP awacs en omwonenden, maar had dat nog niet gedaan. Zij begonnen daarom opnieuw een beroepsprocedure bij de Raad van State tegen het uitblijven van deze nieuwe beslissing.
Volgens de Raad van State is er meer dan een half jaar verstreken zonder dat de minister een begin heeft gemaakt met de uitvoering van onderzoeken die nodig zijn voor een nieuwe beslissing, terwijl er een wettelijke beslistermijn geldt van zes weken. Het betoog van de minister dat vanwege bijzondere omstandigheden en de complexiteit van deze kwestie van haar niet kon worden gevergd dat zij binnen zes weken een nieuwe beslissing zou nemen, leidt volgens de Raad van State niet tot de conclusie dat zij 'nu niet in verzuim is'. De Raad van State draagt in zijn uitspraak van 29 april 2008 de minister van VROM dan ook op om binnen zes weken met een nieuw besluit te komen.
Bezwaarmakers willen dwangsom voor minister
Op 10 juni 2008 verstreek die termijn van zes weken zonder dat de minister van VROM een beslissing had genomen op de bezwaren van de Vereniging STOP awacs en de gemeente Onderbanken tegen de NIMBY-procedure. Daarmee negeerde de minister voor de tweede keer een uitspraak van de Raad van State in de AWACS-kwestie. De Vereniging STOP awacs en de gemeente Onderbanken hebben daarom op 13 juni 2008 de Raad van State gevraagd de minister een dwangsom van 100.000 euro op te leggen. Dit voor elke dag dat de minister zich niet houdt aan de uitspraak van 29 april 2008.
Raad van State legt dwangsom op
Op 1 augustus 2008 verklaarde de Raad van State dit beroep van de Vereniging STOP awacs en de gemeente Onderbanken gegrond. Als minister Jacqueline Cramer van VROM binnen vier weken (tot 30 augustus 2008) geen nieuwe beslissing heeft genomen, legt de Raad van State haar een dwangsom op van 1000 euro per dag, met een maximum van 100.000 euro.
Hoewel de minister onder druk van de Tweede Kamer de eerder opgelegde NIMBY-dwangmaatregel tegen Onderbanken introk, staat dat volgens de bezwaarmakers niet gelijk aan het nemen van een nieuw besluit op de eerdere bezwaren.
Minister verklaart bezwaren ongegrond
Op 29 augustus 2008 heeft minister Cramer van Ruimte en Milieu de bezwaren, die waren ingediend tegen de bomenkap in de Schinveldse Bossen in 2006, ongegrond verklaard. In juli 2007 had de Raad van State de minister opgedragen onderzoek te laten verrichten naar de effecten van het afzagen van de bomen op het milieu, natuur en op de gezondheid van de mensen in de omgeving. Conclusies van deze onderzoeken zijn dat de overlast die de bewoners ondervinden en de gevolgen voor hun gezondheid, niet erger zijn geworden door het afzagen van de bomen. Ook treden er volgens de onderzoeken geen waarneembare veranderingen op voor het milieu en voor de flora en fauna in het omliggende bos.

### Nimby-procedure ingetrokken
Op 16 juni 2008 heeft de regering alsnog besloten te stoppen met de NIMBY-procedure tegen de gemeente Onderbanken. Op basis van die procedure dwong de regering de kap van 6 hectare bos af in de Schinveldse bossen, tegen de wil van de gemeente Onderbanken. Ook nieuwe kap zou op die manier mogelijk zijn.
De kap is volgens de regering nodig om de veiligheid voor de vliegtuigen van de AWACS-basis in het Duitse Geilenkirchen te waarborgen. Maar in een brief aan de Tweede Kamer schrijft de minister van VROM nu dat de gemeente bereid is over alle onderdelen van de AWACS-problematiek te praten. De minister denkt dan ook dat het intrekken van de NIMBY-procedure bijdraagt aan herstel van vertrouwen en de gesprekken nieuwe kans van slagen biedt.